# Salangana de les Seychelles
La salangana de les Seychelles (Aerodramus elaphrus) és una espècie d'ocell de la família dels apòdids (Apodidae) que habita zones obertes i boscoses, criant en coves de les Illes Seychelles, a l'Índic.